# Bernard Dufossé
Bernard Dufossé (* 11. Juni 1936 in Le Raincy; † 21. August 2016 in Hyères) war ein französischer Comiczeichner.

## Leben und Werk
Nach einigen Jahren in der Werbebranche debütierte er mit dem Western-Comic Nathalie in der Zeitschrift Record. Ab 1979 erschien bei Glénat sein wohl bekanntestes Werk, die Science-Fiction-Serie Tärhn, Prince des étoiles, wovon vier Bände in Deutsch als Galax – Prinz der Sterne im Bastei-Verlag erschienen sind. Ab 1983 zeichnete er die Jugendreihe Le Club Des Cinq (dt.: Club der 5, Ehapa), den Text dazu lieferte Serge Rosenzweig. Ab 1997 erschien die zweibändige Geschichte Les Sanguinaires (dt.: Die Franken, Arboris Verlag) mit Patrick Cothias als Autor.
In Frankreich sind außerdem seine zweibändige Albenserie La patrouille des mouflons um eine Pfadfindertruppe und seine Afrika-Geschichten Les aventures de Kouakou bekannt. Weiterhin existieren zahlreiche Einzelalben, häufig mit geschichtlichen Themen, von ihm. Ab 1999 veröffentlichte er unter dem Pseudonym Hanz Kovacq erotisch-pornografische Comics.